# Лорш
Лорш (нем. Lorsch) — город в Германии, в земле Гессен. Подчинён административному округу Дармштадт. Входит в состав района Бергштрассе.  Население составляет 13 041 человек (на 31 декабря 2010 года). Занимает площадь 25,24 км². Официальный код — 06 4 31 016.

## Имперское аббатство в Лорше
Город известен, в частности, благодаря монастырю (Kloster Lorsch), основанному в 764 году, и являющимся с 1991 года объектом Всемирного культурного наследия ЮНЕСКО как Бенедиктинское аббатство и монастырь Альтенмюнстер. Его частью являются Каролингские ворота (нем. Karolingische Torhalle) — единственное полностью уцелевшее здание эпохи каролингов.

## Города-побратимы

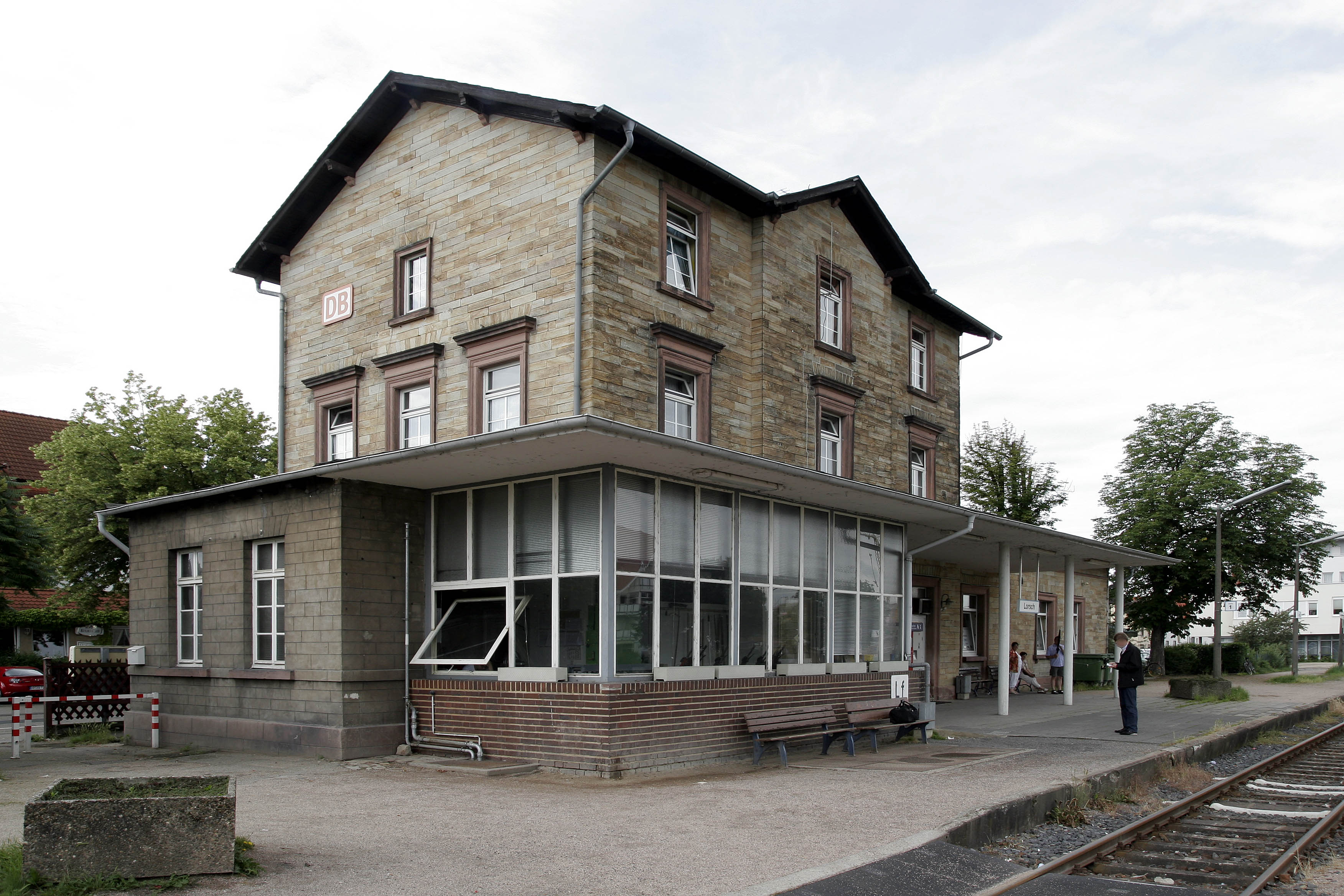
Железнодорожная станция

- Штернберк, Чехия